# بته کوریا
بته کوریا (انگلیسی: Bethe Correia؛ زادهٔ ۲۲ ژوئن ۱۹۸۳) ورزشکار هنرهای رزمی ترکیبی اهل برزیل است. وی بین سال‌های ۲۰۱۲ تا ۲۰۲۱ میلادی فعالیت می‌کرد.